# Georg von Schönerer

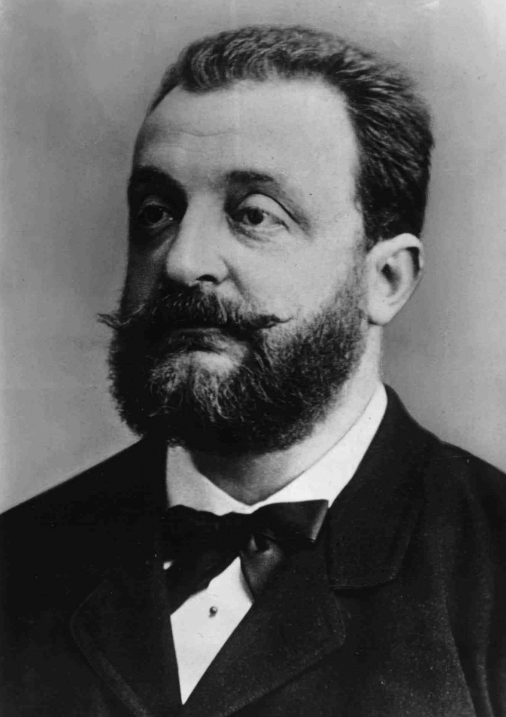
Georg von Schönerer um 1890

Georg Heinrich Schönerer (* 17. Juli 1842 in Wien; † 14. August 1921 auf Schloss Rosenau, Niederösterreich), von 1860 bis 1888 und von 1917 bis 1919 Georg Heinrich Ritter von Schönerer, war ein österreichischer Gutsherr und Politiker. Schönerer hatte von 1879 bis zur Jahrhundertwende Bedeutung als Führer zunächst der Deutschnationalen und später der Alldeutschen Vereinigung. Er war ein heftiger Gegner des politischen Katholizismus, ein radikaler Antisemit und übte starken Einfluss auf den jungen Adolf Hitler aus, der ihn als eines seiner Vorbilder ansah.

## Leben

### Herkunft und Familie
Georg Schönerer wurde als Sohn des Eisenbahnunternehmers Mathias Schönerer (1807–1881) und dessen Ehefrau Marie Anna Antonia Rehmanns (1819–1884) geboren, er hatte eine Schwester, Alexandrine. Nachdem Mathias Schönerer 1860 von Kaiser Franz Joseph I. in den erblichen Ritterstand erhoben worden war, konnten sich auch seine Kinder dieses Titels bedienen.
Georg von Schönerer betrieb seit 1861 landwirtschaftliche Studien in Tübingen, besuchte von 1861 bis 1863 die Landwirtschaftliche Akademie in Hohenheim und von 1863 bis 1865 die Höhere Landwirtschaftliche Schule in Ungarisch-Altenburg. Seit 1869 verwaltete Schönerer das väterliche Landgut in Rosenau bei Zwettl, wo er einen landwirtschaftlichen Musterbetrieb aufbaute und führte. Schönerer heiratete im April 1878 Philippine Edle von Gschmeidler (1848–1913), die, wie 1887 bekannt wurde, jüdischer Herkunft war.
Aus dieser Ehe gingen Sohn Georg und drei Töchter hervor. Georg junior und seine Frau starben am 3. Oktober 1918 in Wien an der Spanischen Grippe, kurz vor dessen Entlassung aus dem Militärdienst und der Übernahme des väterlichen Gutes. 
Schönerers damalige „Stammverbindung“ war die Wiener akademische Burschenschaft Libertas und er wurde in mehreren Burschenschaften auch Ehrenmitglied: Innsbrucker akademische Burschenschaft Germania (1893), Wiener akademische Burschenschaft Teutonia (1893) und Wiener akademische Burschenschaft Gothia (1919).

### Politik

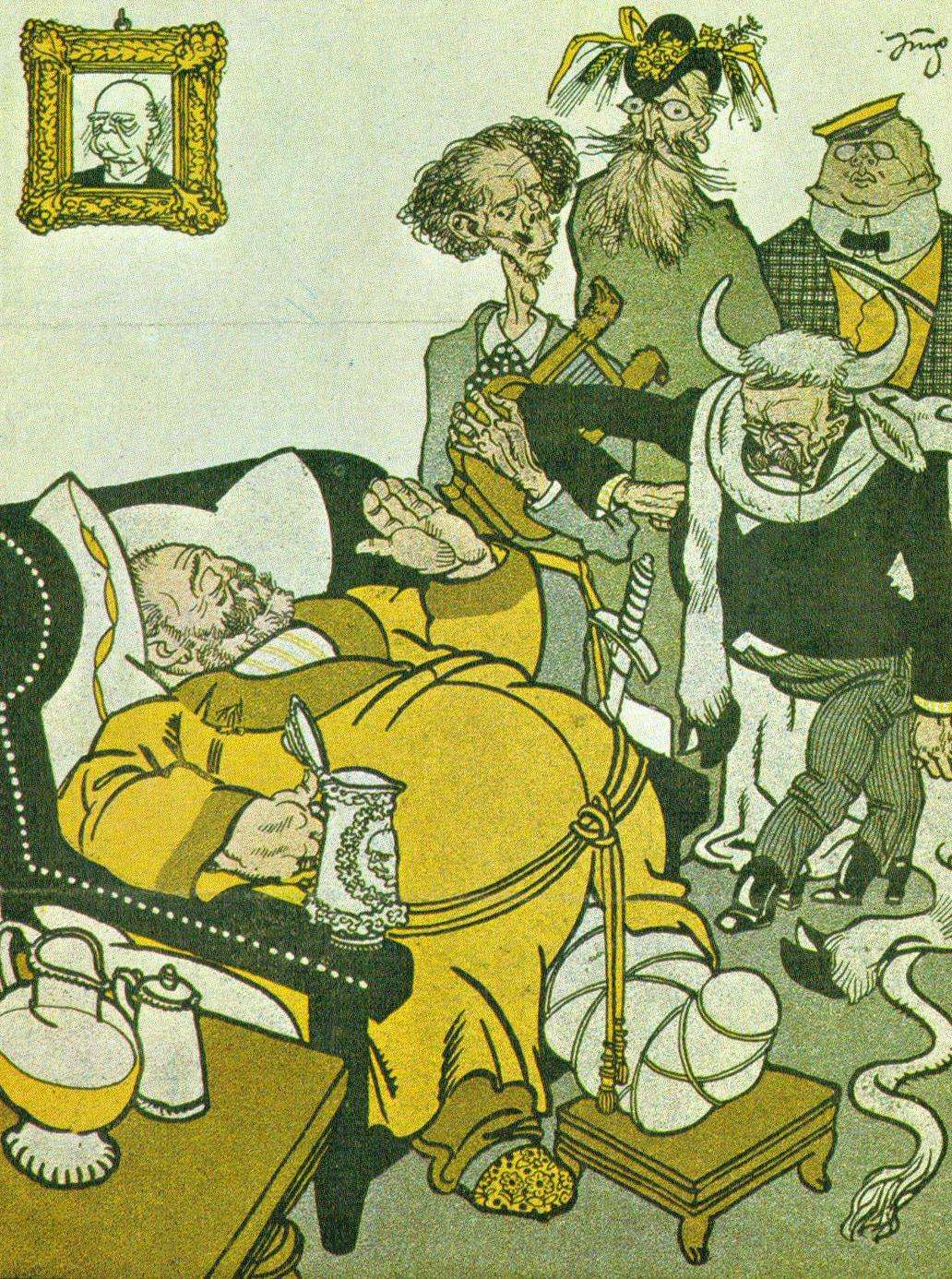
Karikatur von Moriz Jung mit dem Titel „Unsere Alldeutschen beim Alten Schönerer“ (Neue Glühlichter Nr. 4, Februar 1912)

1873 wurde er für die liberale deutsche Fortschrittspartei in das Abgeordnetenhaus des Reichsrats gewählt, trat 1876 aus dieser Partei aus und war seit 1879 Führer der Deutschnationalen Bewegung (der Alldeutschen) in Österreich. 1878–83 gehörte er auch dem niederösterreichischen Landtag an.
Er vertrat eine völkisch-germanische Ideologie, die mit einem radikalen Antisemitismus Hand in Hand ging, der bei ihm konsequent „rassisch“ begründet wurde. Seine Alldeutsche Bewegung verlangte 1900 im Wiener Parlament, eine Prämie für jeden „niedergemachten“ Juden auszusetzen. Schönerer verkündete damals völkisch-antisemitische Parolen wie durch Reinheit zur Einheit – Ohne Juda, ohne Rom / wird gebaut Germaniens Dom oder Die Religion ist einerlei / im Blute liegt die Schweinerei. Schönerer war heftiger Gegner des habsburgisch-österreichischen Patriotismus („Volksrecht bricht Staatsrecht“) und des Liberalismus. Er kämpfte für die Auflösung der Monarchie und den Anschluss ihrer westlichen Teile an das Deutsche Reich. Als Gegner der staatstragenden katholischen Kirche war er ein Vorkämpfer der „Los-von-Rom-Bewegung“. Er trat selbst 1900 zum Protestantismus über und verkündete etwa im Jahr 1887 die Abschaffung des christlichen Kalenders. Als neuen Nullpunkt für die Zeitrechnung bestimmte er das Jahr 113 v. Chr., in welchem die Kimbern und Teutonen das römische Heer in der Schlacht bei Noreia besiegt hatten. 1882 bestimmte Schönerer das deutschnationale „Linzer Programm“ maßgeblich mit, das nationalistische, soziale und antisemitische Elemente miteinander verknüpfte.
Schönerer zählt zu den Gründungsmitgliedern des 1880 gegründeten Deutschen Schulvereines, der die deutsche Bevölkerung in den Gebieten Österreichs, in denen sie nur eine Minderheit bildeten, mit dem Bau von Schulen und dem Ankauf von Gütern unterstützen wollte.
Da der Schulverein Juden die Mitgliedschaft gestattete, legte Schönerer 1885 aus Protest seinen Posten im Aufsichtsrat nieder und trat aus dem Schulverein aus. Danach gründete Schönerer den antisemitischen „Schulverein für Deutsche“.
Am 8. März 1888 betrauerte er in einem Gasthof in Begleitung einiger Anhänger den bevorstehenden Tod Wilhelms I. In einer Extraausgabe des Neuen Wiener Tagblattes wurde der noch nicht eingetretene Tod bereits verkündet; kurze Zeit später erfolgte eine neuerliche Extraausgabe, welche meldete, dass der Kaiser noch am Leben sei. Schönerer nutzte das als Anlass, die „jüdische Zeitung“, mit deren Herausgeber Moritz Szeps er seit langem in Streit lag, zu attackieren. So drang er mit 28 Gleichgesinnten in die Redaktion des Neuen Wiener Tagblattes ein, bedrohte und schlug die Redakteure. Es kam zu einer Anzeige und Beantragung eines Haftbefehls gegen Schönerer. Der Staatsanwalt forderte vom Reichsrat die Auslieferung Schönerers. Der Reichsrat hob Schönerers Immunität auf. Vor Gericht sagten die Angestellten der Redaktion aus, Schönerer hätte gerufen: „Der Tag der Rache ist gekommen!“ Er selbst hingegen behauptete, er habe lediglich die tatsächlichen Fakten ermitteln wollen. Weiters wurde behauptet, dass Schönerer die Türe versperrt, die Angestellten mit einem Stock bedroht, dabei geschrien und zwei Redakteure festgehalten und mit Fäusten traktiert habe. Schönerer entgegnete dem Vorwurf, er habe sich über die Art und Weise dieses Pressegebarens Luft gemacht und dann den Raum verlassen. Eine große Anzahl von Zeugen bestätigte die Version der Journalisten, Schönerer nannte 19 Zeugen.
Die widersprüchlichen Angaben und Fakten wurden vom Richter in seiner Begründung anerkannt, indem er bei weitem nicht das volle Strafausmaß von fünf Jahren ausschöpfte. Schönerer wurde am 5. Mai 1888 zu einer viermonatigen Kerkerstrafe verurteilt sowie des Abgeordnetenmandats für fünf Jahre und des Adelstitels verlustig erklärt. Der Angriff auf die Redaktion wird heute als erster Akt „rechten Terrors“ qualifiziert.
Nach diesem Urteil musste er die Führung der erstarkenden deutschnationalen Bewegung anderen überlassen. Ein großer Teil seiner Anhänger ging auch zu den Christlichsozialen Luegers über. 1897–1907 gehörte Schönerer als Außenseiter wieder dem Reichsrat an. Seine politischen Organe waren die 1881 gegründete Zeitschrift Deutsche Worte (seit 1883 Unverfälschte Deutsche Worte) und die Zeitungen Alldeutsches Tagblatt (1903 gegründet) und Grazer Wochenblatt.
Noch einmal erlangte Schönerer in den Jahren zwischen 1897 und 1901 eine gewisse Führungsrolle innerhalb des deutschnationalen Lagers aufgrund der Badeni-Krise. Als der österreichische Ministerpräsident Kasimir von Badeni 1897 im Parlament Verordnungen vorlegte, die für die künftigen Einstellungen von Beamten in Böhmen und Mähren Kenntnisse der deutschen und der tschechischen Sprache verlangten, konnte sich Schönerer an die Spitze der Protestbewegung gegen diese Maßnahme setzen. Über viele Monate wurde der österreichische Reichsrat durch eine gezielte Obstruktionspolitik arbeitsunfähig.
1901 wurden 21 Abgeordnete der Schönerer-Gruppe (oder Alldeutsche Vereinigung) in das Parlament gewählt. Doch innerhalb kurzer Zeit kam es zu einem innerparteilichen Streit zwischen Schönerer und seinem jüngeren Fraktionskollegen Karl Hermann Wolf. Die Alldeutsche Vereinigung zerfiel, Wolf gründete mit den meisten ehemaligen Abgeordneten der Schönerer-Gruppe die Deutschradikale Partei. Weitere Wahlerfolge erreichte Schönerer nicht mehr. 1907 wurde seine Partei auf drei Abgeordnete reduziert, er selbst scheiterte mit seiner Kandidatur, von da an blieb er eine politische Randfigur.

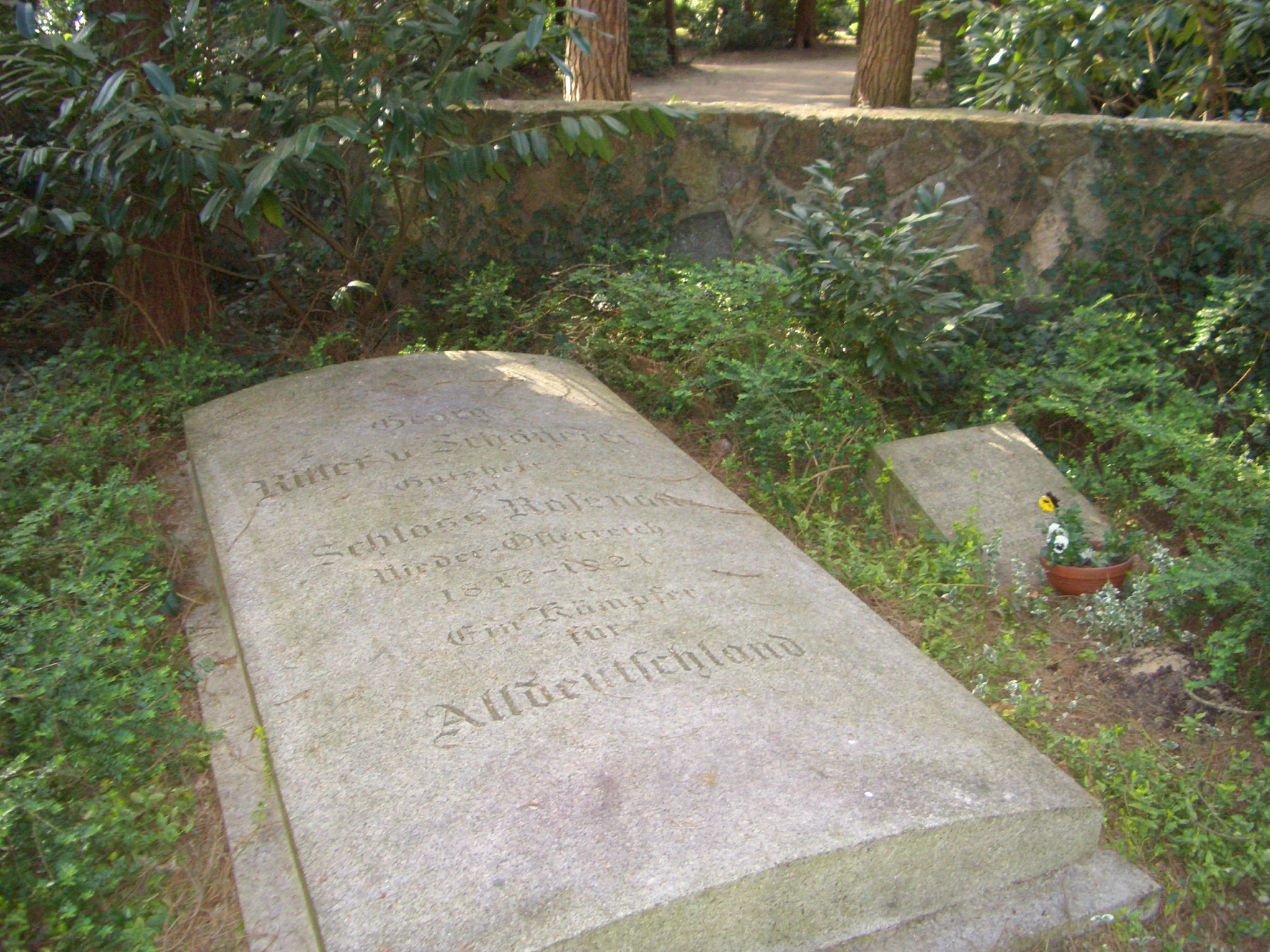
Grab Schönerers und seiner Schwester in Aumühle

Über eine Massenbewegung gebot er nie. Am Höhepunkt 1885 hatte seine Monatszeitung Unverfälschte Deutsche Worte nicht einmal eine Auflage von 1700 Exemplaren.
Die Mitgliederanzahl seines deutschnationalen Vereins betrug 1889 gerade 1200 Personen.
1904 legte er seine Ehrenbürgerschaft von Eger zurück, weil der Stadtrat Kaiser Franz Josef eingeladen hatte, der für Schönerer die „Slawisierung deutscher Gebiete“ veranlasst habe.
1917 erhielt Schönerer durch eine Amnestie Kaiser Karls I. sein Adelsprädikat zurück. Auf seinen Wunsch hin wurde er, der Bismarck unter anderem aufgrund dessen vorbildlicher Sozialpolitik (gesetzliche Unfallversicherung, gesetzliche Krankenversicherung, deutsche Sozialversicherung) verehrte, 1922 in der Nähe von Bismarcks Gut Friedrichsruh im Sachsenwald bei Hamburg beigesetzt. Bismarck selbst hatte Schönerers Politik jedoch abgelehnt, da er an einer Destabilisierung Österreich-Ungarns kein Interesse hatte, sondern einen starken Bündnispartner wollte. Schönerers Grab befindet sich in Aumühle. Sein Grabstein trägt die Inschrift „ein Kämpfer für Alldeutschland“.

## Politische Symbolik
Schönerer entwickelte eine politische Symbolik, die sich teilweise noch heute in Österreich finden lässt. Als glühender Verehrer von Kaiser Wilhelm I. machte er die Kornblume zu einem der Parteisymbole. Ferner ließ er Lieder wie Die Wacht am Rhein singen und verschmähte österreichisch-patriotische Lieder. Auch ließ er sein Haus in den Farben Schwarz-Rot-Gold oder Schwarz-Weiß-Rot beflaggen und schmückte zu besonderen Anlässen die Bildnisse von Bismarck, Kaiser Wilhelm oder Moltke mit Lorbeerkränzen.

## Soziales Engagement

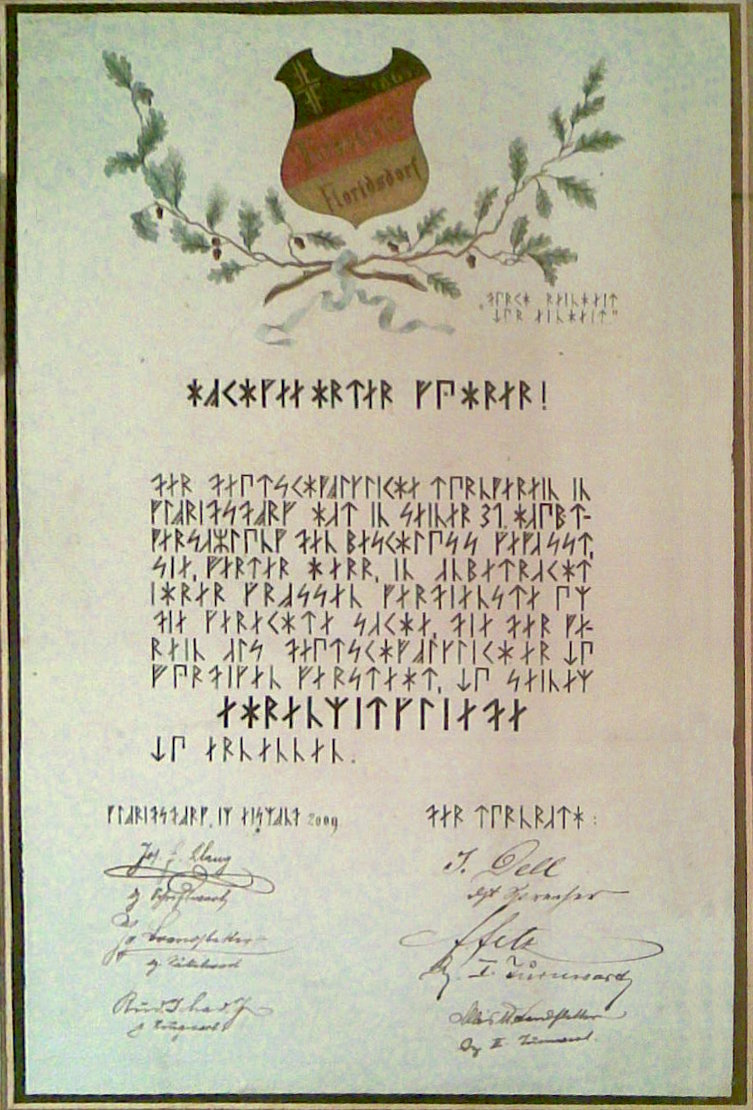
Mitgliedsurkunde des Floridsdorfer Turnvereins für Schönerer in Runenschrift. Transcription: „Durch Reinheit, zur Einheit.“ Hochgeehrter Führer! Der Deutschvölkliche Turnverein in Floridsdorf hat in seiner 31. Hauptversammlung den Beschluss gefasst, Sie, werter Herr, in anbetracht Ihrer großen Verdienste um die gerechte Sache, die der Verein als Deutschvölklicher zu würdigen versteht, zu seinem Ehrenmitgliede zu ernennen. Floridsdorf, im Eis-Mond [Januar] 2009 [1896 n. Chr.], der Turnrath [Turnrat].

Die andere Seite des Politikers Schönerer ist sein soziales Engagement, das er in seiner Position als Gutsherr zeigte. Vor allem in der Frühzeit seiner politischen Karriere spielten soziale Anliegen eine gewisse Rolle. Noch 1912 lobte die Arbeiter-Zeitung seine Standpunkte in der sozialen Frage, wenn sie auch seine politischen Ansichten ablehnte.
Schönerer stellte – im Gegensatz zu anderen Gutsbesitzern – überwiegend Ehepaare ein und begnügte sich mit 2,5 Prozent Verzinsung aus seinen Gütern. Den Rosenauer Meierhof bewohnten nach Auskunft seiner Schwester 60 Menschen. Daneben besaß er noch zahlreiche Häuser, in denen er seine Angestellten und deren Familien unterbrachte.
Er setzte sich im Reichsrat für Krankenkasse, Altersversicherung, Arbeitszeitbeschränkung, Sonn- und Feiertagsruhe und viele andere sozialen Errungenschaften ein. Schönerer gab seinen Beschäftigten, welche aus Alters- oder Krankheitsgründen nicht mehr arbeitsfähig waren, die Möglichkeit, auf seinem Gut im sogenannten „Spital“ (Altersheim) im Ausgedinge bis zu ihrem Tode zu verbleiben. Sein Motto war: „Für meine Ausgedienten sorge ich!“
Bei existenzbedrohenden Brand- oder Viehschäden half Schönerer aus. Im Armenhaus der Doppelmonarchie, dem niederösterreichischen Waldviertel, hat er an die 200 Feuerwehren unterstützt oder begründet. Schönerer setzte sich persönlich für die Förderung der Raiffeisen-Darlehenskassen ein und gewährte seinen Leuten selbst Vorschüsse. Oftmals strich er selbst die Rückzahlung offener Lohnvorschüsse bei mangelnder Liquidität und ermöglichte so den Pächtern ein wirtschaftliches Arbeiten.
Nachweislich fanden drei – von allen anderen Gutsbesitzern als untauglich abgelehnte – Taubstumme in seiner Gärtnerei Arbeit, zwei körperlich Versehrte verdingten sich als Eselführer des Milchfuhrwerks. „Auch sie haben Hunger“, pflegte er zu sagen.
Schönerer nahm außerdem Stellung gegen den auf Vor- und Nachmittag verteilten Unterricht in den Volksschulen auf dem Lande mit Rücksicht auf die langen Schulwege, außerdem forderte er im Interesse der Landwirtschaft eine Sommerbefreiung für Jugendliche.
Von ihm wurde in Schloss Rosenau das Grundkapital für eine Suppenanstalt gestiftet, damit die Kinder mit langen Schulwegen im eisigen Winter des Waldviertels beim Wirt Suppe und damit auch einen warmen Aufenthaltsraum bekamen. Eine gleichartige Suppenanstalt befindet sich auch in der Hamerlinggemeinde Kirchberg. Von seinen Gutsverwaltern forderte er: „Geben Sie den Leuten, was rechtens ist!“
Schönerer stiftete die Evangelische Kirche Zwettl-Niederösterreich, welche 1904 geweiht wurde.

## Einfluss auf Hitler und den Nationalsozialismus
In Österreich-Ungarn bildeten zu Schönerers Zeit Deutsch sprechende Bewohner die Minderheit. Drei Viertel der Bevölkerung setzten sich aus anderen Völkern wie Ungarn, Tschechen, Polen und Serben und Kroaten zusammen. Die Furcht vor einer „Überfremdung“ führte bei einigen Deutschsprachigen zum Wunsch, Österreich solle sich dem – gleichsprachigen – Deutschen Reich anschließen.
Auch Schönerer vertrat diese Überzeugung, und mehr: Österreich solle ausschließlich von deutschsprachigen Personen bewohnt sein. Schönerer ließ sich von seinen Anhängern mit „Führer“ ansprechen und mit „Heil!“-Rufen begrüßen.
Schönerers Wirken zeigte sich auch in der Gründung des „Neuen Richard-Wagner-Vereins“, um „die deutsche Kunst aus Verfälschung und Verjudung zu befreien“. Er äußerte Propagandasprüche wie „Der unter kühlerem Himmel gereifte Mensch hat auch die Pflicht, die parasitären Rassen auszurotten, so wie man bedrohliche Giftschlangen und wilde Raubtiere eben ausrotten muss“ oder Parolen wie „Ob Jud, ob Christ ist einerlei – in der Rasse liegt die Schweinerei“.
Schönerer verlangte die Entfernung von Juden aus dem Staatsdienst, aus Schulen, Universitäten, Vereinen und Zeitungen. 1888, im Jahr als er seine Haftstrafe verbüßte, reichte er eine „Antisemitische Petition“ ein:

„In dem von uns bewohnten Viertel […] beginnt ganz allmählich eine nationale Umwandlung einzutreten, indem nicht nur slawische, sondern auch jüdische Unterwanderung überhand nimmt, und sogar auch Stellungen mit obrigkeitlichem Charakter mit Juden wiederholt besetzt wurden, was sich in auffälligster Weise bis auf die Kreise der Gendarmerie ins Waldviertel erstreckt hat […] Durch das Slawentum könnte der deutsche Charakter unseres Landesteiles bedroht werden, durch das Judentum ist die Gefahr noch größer, denn dieses orientalische Volk trachtet unser heimisches Volk zu entnationalisieren.“

An der Realschule in Linz begeisterten sich Realschüler zur Zeit Hitlers, auch er selbst, für die Thesen Schönerers, sie begrüßten sich mit „Heil!“-Rufen und hefteten sich Kornblumen ans Revers.
Am 10. Oktober 1920 hielt Hitler im Waldviertel, im Kinosaal Gmünd, eine Versammlungsrede der NSDAP, gegen den Versailler Vertrag, gegen die sogenannte Zinsknechtschaft und gegen die Weimarer Republik.
Bei der Nationalratswahl 1930 erreichte die NSDAP im Waldviertel bereits 10 Prozent. Nach dem Ende 1932 abgehaltenen Gemeinderatswahlen regierten in Stein, Zwettl, Gmünd und Krems nationalsozialistische Bürgermeister.
1942 schrieb der Nationalsozialist Rudolf Lochner über das national und sozial gesinnte Vorbild:

„Mit Schönerer sich zu beschäftigen, heißt, großdeutsche Geschichte zu treiben. Schönerer einer der leidenschaftlichsten Deutschen, die je gelebt, ist der größte deutsche politische Erzieher nach Bismarck und vor Adolf Hitler.“

Der nationalsozialistische Schriftsteller Otto Henke hob ebenfalls den Bezug hervor:

„Die Ahnenheimat des Führers wurde durch Georg Ritter von Schönerer zur Geistesheimat des erbitterten Kampfes gegen das Judentum.“

Nach dem Zweiten Weltkrieg geriet der Einfluss Schönerers auf Hitler nicht in Vergessenheit. Von Hannah Arendt wurde Schönerer als „geistiger Vater“ Hitlers bezeichnet.

## Ehrungen
Während des NS-Regimes wurden auch einige Straßen und Plätze nach Schönerer benannt. So hieß der Münchner Habsburgerplatz in Würdigung des „Kämpfers gegen Habsburg“ von 1939 bis 1945 Schönererplatz.
An den Universitäten Marburg, Innsbruck, Prag und Wien wurden in Kameradschaften des NS-Studentenbundes überführte vormalige Studentenverbindungen nach Schönerer benannt.
Am 27. April 1941 wurde auf Initiative Franz Steins im Sitzungssaal des ehemaligen österreichischen Abgeordnetenhauses und nunmehrigen Wiener Gauhauses der NSDAP eine silberne Gedenktafel zu Ehren Schönerers enthüllt.

## Schriften (Auswahl)
- mit Franz Friedrich Masaidek: Eine Schutz- und Trutzschrift von einem Deutschnationalen. Kubasta & Voigt, Wien 1887.
- Zwölf Reden des Reichsrathsabgeordneten Georg Ritter von Schönerer. Ferdinand Berger, Horn 1886.
- Fünf Reden des Reichsrathsabgeordneten Georg Ritter von Schönerer. Ferdinand Berger, Horn 1891 (archive.org [abgerufen am 24. Oktober 2019]).